# 武內宿禰

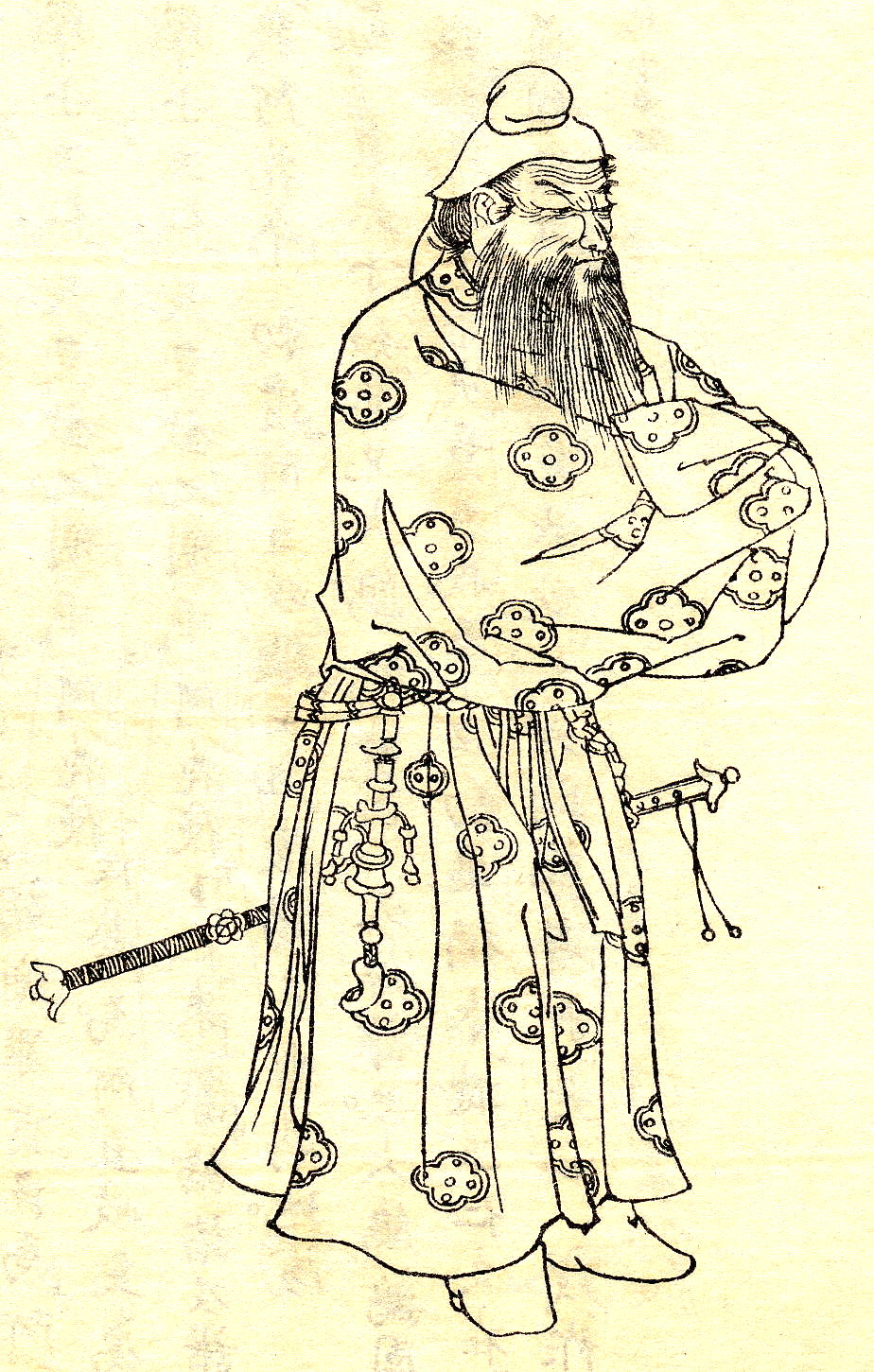
武内宿禰

武內宿禰（日语：／ Takenouti no tsukune/Takeuti no tsukune/Taketi no tsukune，84年？－367年？）也作建內宿禰，根據《古事記》和《日本書紀》的說法，是倭朝廷初期的一位大臣。他歷仕景行、成務、仲哀、應神、仁德五朝，為倭朝廷棟樑之臣。他是後來日本中央朝廷紀氏、巨勢氏、平群氏、葛城氏、蘇我氏等豪族共同的祖先，後來被尊為神。但其生平事蹟有很大部分屬於傳說類型。

## 事蹟
相傳他是孝元天皇的曾孫、屋主忍男武雄心命之子，與稚足彥尊（後來的成務天皇）在同年同月同日出生。景行天皇廿五年（95年）七月，曾奉命前往北陸、東國視察，並建議天皇征討蝦夷。因此，在平定南方的熊襲之後，景行天皇於40年派日本武尊征討蝦夷，佔領陸奧地區。
仲哀天皇駕崩後，神功皇后自三韓戰場歸來，擁立自己的兒子應神天皇即位。應神天皇的異母兄麝坂皇子和忍熊皇子起兵欲奪位，神功皇后將年幼的天皇託付給武內宿禰照顧，自己則親自討伐二皇子。在武內宿禰和武振熊命的幫助下，神功皇后平定了這場叛亂，鞏固了天皇的皇位。
應神天皇在位期間，武內宿禰率渡來人造韓人池。異母弟甘美內宿禰讒其謀反，武內宿禰以探湯的方式，向天皇表示自己是忠誠的。
武內宿禰在《日本書紀》中最後一次登場的時間是仁德天皇五十年（362年）。《公卿補任》和《水鏡》二書稱武內宿禰於仁德五十五年（368年）死去，《帝王編年記》則稱是七十八年（390年）。其逝世時的年齡有280歲、295歲、306歲、312歲、360歲等不同的說法。但如此高齡逝世的記載引起了後世疑古的日本學者的懷疑，認為其真實性不可靠，甚至武內宿禰本人就是虛構人物。
相傳在今奈良縣御所市的室宮山古墳是武內宿禰和兒子葛城襲津彥的墳墓。

## 後世的尊崇

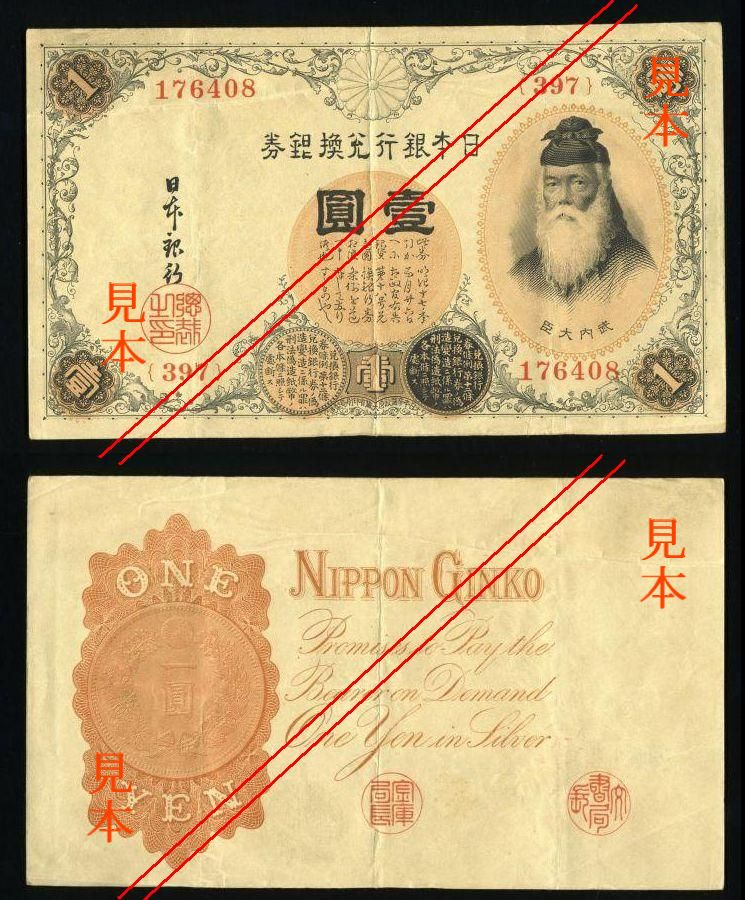
1916年版壹日圓紙幣上的武內宿禰

日本人將武內宿禰尊為神，祭祀於神社之中。在鳥取縣鳥取市的宇倍神社以及福井縣敦賀市的氣比神宮都對他進行了祭祀。福岡縣久留米市高良大社的祭神高良玉垂神可能也是武內宿禰。此外，日本人也將武內宿禰與應神天皇、神功皇后一同供奉於全國各個八幡宮（八幡社）之中。
昔日，在皇國史觀的影響下，日本學者把武內宿禰當作忠臣，大肆頌揚他。在1889年（明治廿二年）發行的壹圓日本銀行券中，正面人物頭像為武內宿禰。此後的1889年的甲五圓券、1916年丙五圓券、1942年的丁貳百圓券、1943年的壹圓券，其正面人物頭像也是武內宿禰。